# Marvin Chávez
Marvin Antonio Chávez (La Ceiba, Honduras, 3 de noviembre de 1983), también conocido como el Hijo del Viento, es un exfutbolista hondureño que jugaba como mediocampista.

## Selección nacional
Marvin Chávez debutó con la Selección de fútbol de Honduras en el 2006 en un partido amistoso frente a la Selección de fútbol de Venezuela, ha participado con la Selección de fútbol de Honduras en 30 ocasiones y ha logrado marcar 3 veces.
Rossell Matute lo vio jugar por primera vez en el estadio Nilmo Edward contra el vida.
El 5 de mayo de 2014 se anunció que Chávez había sido convocado entre los 23 jugadores que disputarán la Copa Mundial de Fútbol de 2014 en Brasil con Honduras.

### Participaciones en Copas del Mundo
| Mundial                        | Sede   | Resultado    |
| ------------------------------ | ------ | ------------ |
| Copa Mundial de Fútbol de 2014 | Brasil | Primera fase |

### Participaciones en Copas Centroamericana
| Copa Centroamericana      | Sede     | Resultado    |
| ------------------------- | -------- | ------------ |
| Copa Centroamericana 2009 | Honduras | Tercer lugar |
| Copa Centroamericana 2011 | Panamá   | Campeón      |

### Participaciones en Copas de Oro de la Concacaf
| Copa de Oro                     | Sede           | Resultado    |
| ------------------------------- | -------------- | ------------ |
| Copa de Oro de la Concacaf 2013 | Estados Unidos | Cuarto lugar |

### Goles internacionales
| #  | Fecha                   | Lugar                                                 | Rival       | Goles | Resultado | Competición                     |
| -- | ----------------------- | ----------------------------------------------------- | ----------- | ----- | --------- | ------------------------------- |
| 1. | 26 de enero de 2009     | Estadio Tiburcio Carías Andino, Tegucigalpa, Honduras | El Salvador | 2–0   | 2–0       | Copa Uncaf 2009                 |
| 2. | 21 de enero de 2011     | Estadio Rommel Fernández, Panamá, Panamá              | El Salvador | 2–0   | 2–0       | Copa Centroamericana 2011       |
| 3. | 7 de septiembre de 2012 | Estadio Pedro Marrero, Habana, Cuba                   | Cuba        | 3–0   | 3–0       | Eliminatorias 2014              |
| 4. | 8 de julio de 2013      | Red Bull Arena, Harrison, Estados Unidos              | Haití       | 2–0   | 2–0       | Copa de Oro de la Concacaf 2013 |

## Clubes
| Club                  | País           | Año         | Partidos | Goles |
| --------------------- | -------------- | ----------- | -------- | ----- |
| Victoria              | Honduras       | 2005 - 2008 | 26       | 6     |
| Marathón              | Honduras       | 2008 - 2009 | 22       | 6     |
| FC Dallas             | Estados Unidos | 2009 - 2011 | 60       | 9     |
| San Jose Earthquakes  | Estados Unidos | 2011 - 2013 | 42       | 4     |
| Colorado Rapids       | Estados Unidos | 2014        | 2        | 0     |
| Chivas USA            | Estados Unidos | 2014        | 14       | 2     |
| San Antonio Scorpions | Estados Unidos | 2015        | 27       | 4     |
| Rayo Oklahoma City    | Estados Unidos | 2016        | 14       | 1     |
| Marathón              | Honduras       | 2017 - 2018 | 1        | 0     |
| Cedritos FC           | Honduras       | 2021 - 2022 | 2        | 0     |